# 褐纹近狂蛛
褐纹近狂蛛（学名：Drassyllus pantherius）为平腹蛛科近狂蛛属的动物。在中国大陆，分布于新疆等地。该物种的模式产地在新疆。